# آرتور وینینگ دیویس
آرتور وینینگ دیویس (Arthur Vining Davis) (زادهٔ ۳۰ می ۱۸۶۷ – درگذشت ۱۷ نوامبر ۱۹۶۲)، صنعت‌کار و انسان دوست اهل ایالات متحده و برای سال‌های متعددی رئیس هیئت مدیره، رئیس اجرائی و بزرگ‌ترین سهمدار شرکت تولید آلومینیوم آلکوا بود.

## اوایل زندگی
آرتور وینینگ دیویس در شارن، ماساچوست زاده شد و فرزند پیریلی بی. دیویس، یک کشیش کلیسای جماعتی و ماری فرانسیس بود. پس از فراغت از مدرسه ابتدائی در هاید پارک، ماساچوست و مدرسه لاتین روگزبوری در بوستون، دیویس وارد کالج آمهرست شده و در ۱۸۸۸ میلادی از کالج فارغ‌التحصیل گردید. بنابر رابطه دوستانه پدر وی با یکی از اعضای کلیسای محلی، آلفرد ئی. هانت بنیان‌گذار شرکت تنزیل پیتسبرگ که آلومینیوم تولید می‌کرد، دیویس شغلی در این شرکت به‌دست‌آورد. هرچند، به ویژگی‌های مطلوب آلومینیوم به عنوان یک فلز صنعتی از دهه‌ها بدان‌سو پی‌برده شده بود، اما تولید آن گران‌قیمت بود؛ شرکت هانت امیدوار بود که با سرمایه‌گذاری روی تجربیات چارلز مارتین هال، بتواند این فلز را با هزینه پایین تولید کند.
کار پژوهشی مستلزم استخدام یک خدمتکار بود – پوشیدن لباس محافظتی و دوازده ساعت کار در روز – چون فرایند تولید یک فرایند بادوام بود. دیویس و هال در جریان مرحله تجربی به همکاران نزدیک مبدل شدند و در روز شکرگزاری ۱۸۸۸ میلادی، آن‌ها نخستین آلومینیوم تجاری را ریختند.

## آلکوا
دیویس به زودی در ۱۸۹۲ میلادی مدیر کل و رئیس اجرائی این شرکت شد. او پس از این‌که نام این شرکت در ۱۹۰۷ میلادی به شرکت آلومینیوم آمریکا (آلکوا) تغییر داده شد، به عنوان مدیر کل به کار خود ادامه داد؛ او در ۱۹۱۰ میلادی رئیس اجرائی و در ۱۹۲۸ میلادی رئیس هیئت مدیره شرکت شد، سمتی که او تا ۱۹۵۸ در آن خدمت نمود. هرچند آلومینیوم در این زمان به‌طور گسترده شناخته شده بود، اما به هیچ وجه به یک واژه خانوار مبدل نشده بود. مسئولیت اصلی دیویس تولید و فروش محصولات با کیفیت آلومینیومی بود: خط تولیدی ظروف آشپزی فرسایش-ناپذیر (Wear-Ever) آلکوا توسط دانشجویان کالج که هر بهار استخدام می‌شدند به فروش می‌رسید؛ زمانی که تولیدکنندگان سیم-مسی تولید آن را به عنوان هادی برق رد کردند، آلکوا سیم‌های آلومینیومی هادی برق تولید کرد؛ و نعل اسب، دوچرخه، پوشش برای بوتل‌ها، کانتین‌ها و کشتی‌های ساخته شده از آلومینیوم و انجن هواپیمای برادران رایت، شواهدی بودند، مبنی بر استفاده متنوع از این فلز بود.
اما رویدادهای برجسته در این سال‌ها همچنین شامل مواجهه با دولت روی مسائل ضد انحصارگرایی بود. در ۱۹۱۲ میلادی، وزارت دادگستری ایالات متحده شرکت آلکوا را در رابطه با سه مورد نقض قوانین ضد انحصار مجرم شمرد؛ در خلال چند هفته، این شرکت یک فرمان رضایت را امضاء کرد. در ۱۹۲۲ میلادی، شرکت تحت تحقیق کمیسیون فدرال تجارت قرار گرفت، اما پرونده در ۱۹۳۰ میلادی مختومه اعلام شد. در ۱۹۳۷ میلادی، وزارت دادگستری یک پرونده ضد انحصار وسیع را بر علیه آلکوا باز کرد. این پرونده به‌خاطر مدتی که دوام داشت و عملکرد خارق‌العاده دیویس در جایگاه شهود، برای همگان مشهود است. دیویس ستاره شهود بود، برای شش هفته شهادت داد و شهادت تحریری رسمی وی بیش از ۲٬۰۰۰ ورق را دربر می‌گرفت. هنگام مختومه اعلام کردن دادخواست وزارت دادگستری، قاضی دادگاه دیویس را تحسین نموده و او همچنین توسط همکاران خود در آلکوا برای این‌که شخصاً پرونده شرکت را برنده شده بود، مورد تمجید قرار گرفت.
دیویس با دریافت گواهی‌نامه شایستگی ریاست جمهوری برای فراهم نمودن مقدار کافی آلومینیوم به دولت در جریان جنگ جهانی دوم، آلکوا را به یک غول صنعتی مبدل کرد. او خود نیز به عنوان بزرگ‌ترین سهامدار این شرکت، ثروت هنگفتی اندوخت و این امر باعث شد تا او همواره با واشینگتن در مقابله‌های شخصی قرار داشته باشد. هنگام بازنشسته شدن وی از آلکوا در ۱۹۵۷ میلادی، او به عنوان سومین فرد ثروت‌مند دنیا محسوب می‌گردید.
چون دیویس از حریم خصوصی خود بسیار حراست می‌کرد، به‌جز از موفقیت‌های شخصی وی، رسانه‌ها به سایر ابعاد زندگی تجاری و خصوصی وی دسترسی و اطلاعات نداشتند. او معمولاً با مصاحبه‌ها میانه خوب نداشت. او به یک گزارش‌گر گفت، «من تمام زندگی‌ام مجبور بودم بسیار زحمت بکشم». «من مجبور بودم برای کسب یک درآمد خوب، شانزده ساعت در روز کار کنم. آیا تو شانزده ساعت در روز کار می‌کنی؟» مجله تایمز از دیویس به عنوان یک «غول بازرگانی بسیار تندخو… که با خودکامگی و کوبیدن مشت بر میز بر [آلکوا] حکم می‌راند» نام برد، نظری که در آن زمان به‌طور گسترده در رسانه‌ها، نامرسوم نبود.

## سرمایه‌گذاری‌ها و انسان‌دوستی
دیویس در ۲۳ اکتبر ۱۸۹۴ با فلورینس ایزابیل هولمس اهل ایندیانا در شهرستان الگینی، پنسیلوانیا ازدواج کرد. او در ۳ می ۱۹۰۹ در پیتسبرگ، پنسیلوانیا درگذشت. در مارس ۱۹۱۲ او با الیزابت هاوکنس ویمان ازدواج نمود، اما او نیز در ۱۹۳۳ میلادی درگذشت. دیویس هیچ فرزندی نداشت. قبل از بازنشسته شدن از آلکوا، او با سرمایه‌گذاری اساساً در باهاما و فلوریدا، حرفه ثانوی خود را آغاز کرد. سرمایه‌گذاری‌های وی مشتمل بود بر خریداری سهام گسترده املاک و مستغلات در منطقه میامی (که به اندازه هشت بر یک حصه شهرستان دید تخمین زده می‌شود؛ همچنین به ارویدا کورپ/Arvida Corpمراجعه کنید) و جزیره کاج‌ها (ایسلا د لا خوبنتود) در کوبا (گفته می‌شود قبل از این‌که حکومت فیدل کاسترو به قدرت برسد و دارایی‌های او را استملاک/ملی‌سازی نماید، او مالک ربع کل این جزیره بود) و همچنین مالکیت یا کنترل حدود سی شرکت، از فارم‌های لبنیات گرفته تا هتل‌های تفریحی، در فلوریدا. در ۱۹۵۹ میلادی، دیویس «نصف جزیره سدی لانگبوت، یک قسمت اعظم جزیره سدی لیدو و تمام جزیره‌های سدی برد، اوتر و کوون» که تمامی آن‌ها در ساحل غربی فلوریدا قرار داشتند را خریداری نمود. خریداری سریع و اندازه این سرمایه‌گذاری‌ها منتج به شهرت قابل توجه او و در عین حال مجادله‌های بیشتری با دولت شد، این بار با کمیسیون بورس و اوراق بهادار آمریکا.
دیویس در میامی درگذشت و ثروتی به ارزش ۴۰۰ میلیون دلار به‌جا گذاشت. تنها یک قسمت کوچک این ثروت به افراد تعلق گرفت. بیشتر آن به یک تراست (سازمان خیریه) که وی در ۱۹۵۲ میلادی تأسیس کرده بود و شهرک آروایدا (برگرفته شده از آرتور وینینگ دیویس)، شهرکی که او به مدل شهر کبک شمالی در ۱۹۲۷ میلادی برای خانواده‌های کارگر ساخته بود، تعلق گرفت. بنیادهای آرتور وینینگ دیویس به مؤسسات آموزشی، مذهبی، فرهنگی و علمی حمایت مالی فراهم نموده و از اهداکنندگان منظم در شبکه پی‌بی‌اس هستند.

## ارجاعات
1. ↑  Ediger, Theadore A. , "Everybody's Pining for Isle of Pines"[پیوند مرده], St. Petersburg Times, June 21, 1959.
2. ↑  Paschal, Guy (ed.) (1959, May 28) Letter from the editor. The Key Look-out. 4th year (1). pg. 7. Retrieved from https://ufdc.ufl.edu/UF00048570/00001/7x on 8/11/21